# Jacob S. Rogers
Jacob S. Rogers (né le 12 octobre 1823 et mort le 2 juillet 1901) était un industriel des chemins de fer et philanthrope américain
Il est le fils de Thomas Rogers, fondateur de la compagnie Rogers, Ketchum & Grosvenor. À la mort de son père en 1856, Jacob reprend l'entreprise, la réorganise et la rebaptise Rogers Locomotive and Machine Works et en devient le président. L'entreprise devint l'une des plus fameuses fabriques de locomotive à vapeur d'Amérique du Nord.
À sa mort en 1901, Jacob légua la plus grande partie de sa fortune (environ 7 millions de $) au Metropolitan Museum of Art de New York. Depuis lors, le musée poursuit ses acquisitions d'objets d'art au nom du "Fond Jacob S. Rogers".